# Александров, Денис Константинович
Денис Константинович Александров (род. 17 января 1995, Заречье[уточнить]) — российский хоккеист, защитник.

## Биография
Воспитанник СДЮШОР «Крылья Советов» Москва. Выбран СКА под общим первым номером на Драфте КХЛ-2012. С сезона 2012/13 играл в командах системы СКА «СКА-1946» (2012/13 — 2015/16, МХЛ), «ВМФ-Карелия» (2013/14), «СКА-Карелия» (2014/15), «СКА-Нева» (2014/15 — 2015/18). В ноябре — декабре 2013 года в четырёх матчах был в составе СКА, но на площадку не выходил. В мае 2018 года перешёл в «Сочи». 6 ноября 2019 года был обменян обратно в СКА на денежную компенсацию. С сезона 2022/23 — в ХК «Сибирь».
Серебряный призёр чемпионата МХЛ (2014/15), серебряный призёр чемпионата ВХЛ (2017/18)
Сестра Мария также хоккеистка.